# Reactivitate chimică
Reactivitate chimică a unui element sau substanțe chimice este proprietatea de a reacționa (de a suferi reacții chimice) în anumite condiții de temperatură sau presiune, uzual cu eliberare de energie. Reacțiile pot avea loc cu reactivi chimici precum acizi, baze, solvenți organici sau anorganici etc. 
Reactivitatea este un concept uneori vag în chimie, deoarece include atât factori termodinamici, cât și factori cinetici, ceea ce indică dacă o substanță reacționează sau nu și cât de repede reacționează. Ambii factori sunt, de fapt, distincți și amândoi depind în mod obișnuit de temperatură.

## Exemple
De exemplu diamantul este aproape inert din punct de vedere chimic, reacționând numai la temperaturi înalte cu oxigenul, hidrogenul sau acidul fluorhidric.